# Systropha rhodesiensis
Systropha rhodesiensis är en biart som beskrevs av Heinrich Friese 1922. Systropha rhodesiensis ingår i släktet Systropha och familjen vägbin. Inga underarter finns listade i Catalogue of Life.